# 轨道行动
轨道行动（英語：Operation Orbital）是英国训练和支持乌克兰武装部队的军事行动代号。该计划于2015年启动，以应对2014年俄罗斯吞并克里米亚，并于2022年俄罗斯入侵乌克兰战争前暂停行动。截至行动暂停前，已成功培训超过22,000名乌克兰军事人员，培训技能包括步兵、医疗、后勤和反簡易爆炸裝置，以帮助乌克兰捍卫国家领土完整。

## 历史

### 背景
2014年，乌克兰政府决定中止和欧洲联盟签署政治和自由贸易协议，并强化和俄罗斯的关系，导致乌克兰亲欧盟示威运动爆发。示威运动导致亲俄总统亞努科維奇下台，亲西方的总统彼得·波罗申科上台，由此，乌克兰部分地区发生亲俄反示威，主要在乌克兰东部的顿涅茨克和卢甘斯克（顿巴斯）地区以及克里米亚半岛，俄罗斯支持亲俄分裂分子与乌克兰政府冲突，从而引发了俄乌战争。2014年2月至3月期间，俄罗斯入侵并吞并克里米亚。这一行动被乌克兰、英国、欧盟、北约和美国谴责为违反国际法，英国与西方盟友协调，对俄罗斯实施了经济制裁。

### 启动
2015年2月，英国首相戴维·卡梅伦宣布，英国将向乌克兰部署30名士兵，以帮助培训乌克兰武装部队的医疗、后勤、情报和步兵技能，此前已有另一个规模更大的训练计划，由75名士兵提供训练。这些士兵每2个月轮换一次，指挥和控制每6个月轮换。代号为“轨道行动”，训练目的为提高乌克兰军队的能力，以帮助其捍卫国家领土完整。该行动是多国联合训练乌克兰小组的一部分，并于其他项目同时进行。
英国的训练任务在远离乌克兰东部冲突的地区进行，每次约有100名英国军事人员参与，主要来自英国陆军，作为短期训练小组工作。这些小组由总部在基辅的工作人员协调和领导，培训重点是步兵、医疗、后勤、反簡易爆炸裝置、领导力、规划和海事（潜水、消防、损害控制和海上监视）技能。
2018年，英国扩大了“轨道行动”的范围，包括由皇家海军和皇家海军陆战队提供海上训练。同年，來福槍步兵團第3营成员参与提供培训。
2019年11月，英國國防部宣布已训练17,500名乌克兰军事人员，并宣布将继续运营3年。
2019年开始的COVID-19大流行期间，该行动曾一度中止，2020年8月解除中止。2020年9月，国防大臣本·华莱士宣布，英国正在扩大其支持范围，包括一项海上培训计划，由皇家海军人员与瑞典、加拿大、丹麦的海军人员一起为乌克兰提供训练和支持。

### 结果
2022年2月，由于俄罗斯军队在俄乌边境集结，出于对俄罗斯即将入侵的担心，英国开始向乌克兰提供反坦克武器，包括MBT LAW反坦克导弹。并在“轨道行动”框架内，部署英国军事人员小组提供武器使用培训。这些小组由30名顾问组成，来自英国新组建的陆军特种部队游骑兵团，皇家空軍使用波音C-17环球霸王III运输机向乌克兰运送了约2000枚导弹，并使用波音RC-135侦察机参与收集俄罗斯地面活动的情报。
2022年2月17日，由于担心俄罗斯“无通知”的袭击，英国宣布结束训练行动。由于乌克兰并非北约成员国，英国和其他国家表示，他们不会在直接战斗中对抗俄罗斯。英国通过在爱沙尼亚的军事存在增加一倍，向地中海派遣船只，以及向塞浦路斯派遣更多的喷气式飞机，以增强北约的东翼。此外还有约1000名士兵处于待命状态，以备需要协助在波兰的难民。
行动结束时，已成功向22,000名乌克兰军事人员提供了培训。

## 后续
轨道行动结束后，英国以军事和人道主义援助方式向乌克兰提供支持，截至2022年3月16日，共交付了4000多枚反坦克导弹。3月16日，英国还宣布为乌克兰提供星光便携式防空导弹。
根据皇家聯合研究所的说法，英国的培训和军事援助受到了好评，乌克兰人员经常称赞英国军事人员的专业精神和教学质量。